# Przewalskis häst

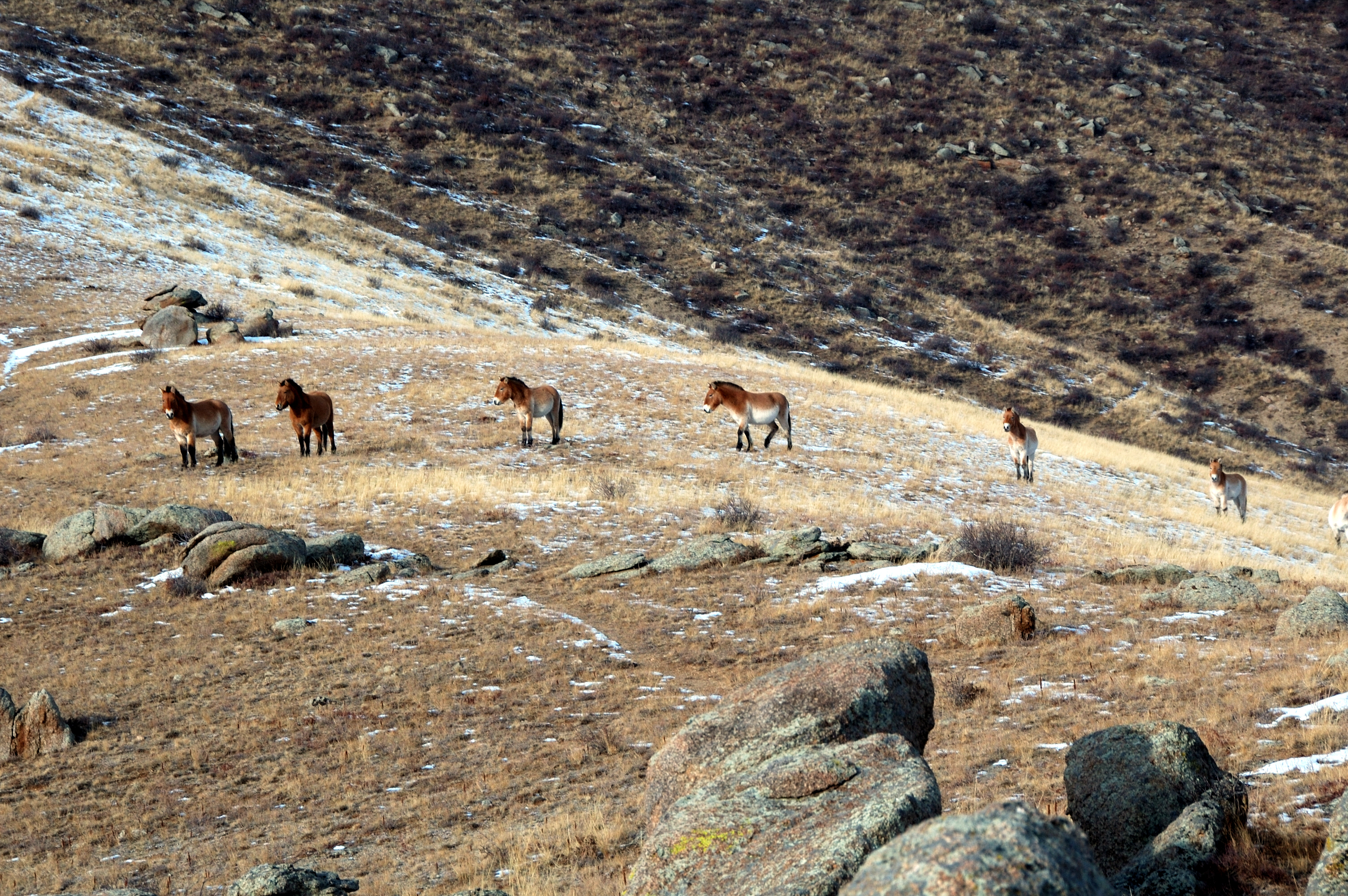
Vilda Przewalskihästar finns nu i nationalparken Hustai i Mongoliet

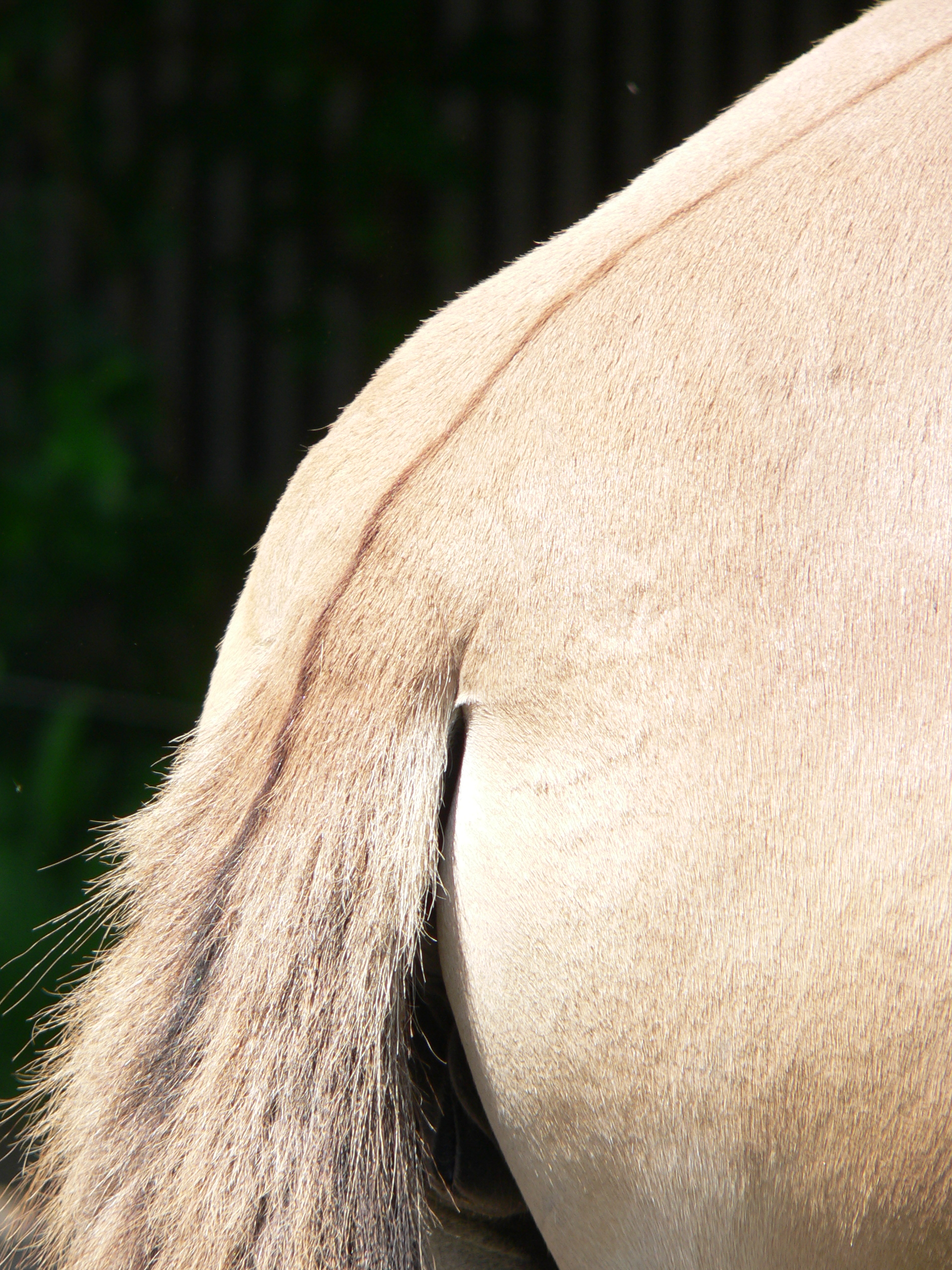
Przewalskihästens svansrot är annorlunda än andra hästars då den är korthårig och liknar mulans

Przewalskis häst som även kallas Przewalskis vildhäst, Przewalskihästen och Przevalskijs häst eller mongolisk eller asiatisk vildhäst (Equus ferus przewalskii) är en häst som upptäcktes i slutet av 1800-talet.

## Historia
Det sägs att Przewalskihästen upptäcktes av Nikolaj Przjevalskij år 1879 men dokument finns om hästarna sedan 1400-talet. Men första kända nämnandet av hästarna gjordes under 1700-talet av en skotsk läkare som blivit skickad till ambassaden i Kina av Peter den store och han beskrev vildhästarna i detalj i sina anteckningar "Journey from St Petersburg to Pekin". 1814 publicerades ytterligare en dokumentation om Przewalskin av den brittiska naturforskaren överste Hamilton Smith som publicerade utförliga rapporter om vildhästarna i dåtidens ledande naturhistoriska skrift "Jardines Naturalist's Library" 
Men det skulle dröja ända fram till 1879 innan hästarna officiellt "återupptäcktes" av den ryske generalen och forskningsresanden Nikolaj Przjevalskij som var överste i den ryska armén. Nikolaj Przjevalskij var varken naturforskare eller zoolog utan en erfaren militär spanare, kartograf och agent för den ryska tsaren. Han stötte på de vilda hästarna i Daqin Shan-bergen (gula hästarnas berg) som låg på randen till Gobiöknen i Mongoliet. Przevalskij fick en hästhud i present av de lokala jägarna som kallade hästarna för "taki". De jagade dock hästarna näst intill utrotning för köttet och hudens skull. 
Zoologen J.S Poliakov använde senare samma hästhud när han skulle göra den första vetenskapliga beskrivningen av hästen som han kallade Equus ferus przewalskii przewalskii poliakov eller även Przevalskijs häst som efter det blev den mycket vanligare benämningen Przewalski. 1889 fick några ryska forskare tag på fyra av vildhästarna och ett år senare fick man ytterligare en hingst och två ston som fördes till godsägaren Friedrich von Falz-Fein i Askanija-Nova i närheten av Cherson i Nya Ryssland, i dagens södra Ukraina. Under ett års tid samlades även en hel del hästar in av en expedition som organiserats av den tyska, ledande djurhandlaren Carl Hagenbeck som fått i uppdrag att samla in exemplar av rasen till hertigen i Bedford. Med hjälp av de lokala kirgiserna fick han tag på hela 17 unghingstar och 15 unga ston och zoologerna kunde nu studera hästarna i detalj. Hästarna förklarades som unika och med hjälp av historiska gravfynd från Gobiöknen kunde man nu fastställa att Przewalskihästarna hade ett enastående historiskt värde och att de hade existerat i över 5 miljoner år.
Den vilda populationen dog ut helt under 1960-talet, och man avlade nu enbart på de hästar som vuxit upp i fångenskap, som sedan hölls i djurparker och zoologiska trädgårdar. För att ytterligare hålla koll på hästarna och hjälpa till att bevara dem öppnade man även en stambok år 1979 för hästarna där man skrev upp alla föl som föddes. Detta var också en garanti för att undvika inavel. 
Den största stammen i fångenskap finns idag i ett reservat i Askanija Nova i södra Ukraina och därifrån har hästar i sin tur i begränsat antal utplanterats på Hortobágypustan i Ungern samt till det oavsiktliga men alldeles unika och stora naturreservat som uppstod i det område kring Tjernobyl som utrymts efter olyckan och hästarna figurerar i en dokumentärfilm från området.
Sedan 1992 har en serie lyckade utplanteringar gjorts i områden som liknar hästarnas naturliga miljö i ett område som sedan 1998 kallas Hustai nationalpark. Den vilda populationen uppgår nu till ca 248 djur och det finns ca 1500 exemplar i fångenskap. Alla härstammar från cirka 31 individer som fångades in 1945 och vars avkomma fanns i djurparker. Hästarna är fortfarande få till antalet men är inte längre hotade av jägare som förut. 
Under 2024 pågår ett projekt att flytta individer från djurparker i Berlin och Prag till Kazakstan.
Przewalskihästen finns även i Sverige i bland annat Skånes Djurpark och på Nordens ark.

## Egenskaper
Przewalskihästen är en primitiv häst som är ungefär lika stor som en medelstor ponny med en mankhöjd som ligger på runt 130–135 cm. Svansroten är korthårig, manen delvis upprättstående. Färgen är alltid black, det vill säga gulbrun med svarta ben och svart man och svans, och hästarna har alltid primitiva tecken som en mörkare ål längs ryggen, ljusare päls på buken, runt ögonen och på mulen (mjölmule) och ibland även zebratecken på benen. Tonen i pälsen kan vara något växlande, vanligen gulbrun men de kan vara något ljusare och ibland så mörka att de får en rödbrun nyans i pälsen. Huvudet är tungt och jämförelsevis stort mot kroppen, nosprofilen är utåtbuktande och ögonen är högt placerade på huvudet. Ryggen är platt och rak och manken odefinierbar. 
Przewalskihästen skiljer sig en del från dagens modernare hästar, bland annat då den har 66 kromosomer istället för de 64 som dagens hästar har. Detta hindrar dock inte rasen från att kunna ge fertil avkomma vid korsning med tamhästar (vilket till exempel åsnor inte kan på grund av större skillnad i kromosomerna). Przewalskihästarna är även aggressiva och stridslystna i frihet till skillnad från andra hästar som istället har en starkare flyktinstinkt. Przewalskihästarna är även migratoriska då de vandrar norrut på vintern och söderut på våren. Manen är även rättuppstående och blir oftast inte över 20 cm lång. Taglet i man och svans har också en mycket grov struktur och luggen saknas för det mesta. Även svansen är unik för hästarna då den övre delen av svansen är korthårig, ungefär som hos en mula. Ett unikt tecken för Przewalskin är även ett svart streck som går tvärs över skuldrorna och bildar ett kors över manken tillsammans med ålen. Przewalskihästarna kan även lagra fett i nacken inför torra perioder, ungefär som kamelen. 
Przewalskihästen lever idag mest i Hustai National Park i öknarna mellan Altai och Tianshan. Det är ett stäppområde i närheten av bergsområdet där de först hittades. Det är ett klimat där temperaturen kan gå ner till -40 grader på nätterna och ändå vara upp mot 30 plusgrader på dagarna. Men Przewalskihästen har utvecklats i liknande klimat och är väl anpassad för extrema temperaturer. Bland annat är kindtänderna större och bättre utvecklade för att kunna tugga det sträva gräset och hovarna är hårda och tåliga för att klara påfrestningarna från underlaget. Hovarna nöts ned naturligt av underlaget, och blir därför inte för långa.